# Eli Manning
Elisha Nelson Manning (Nueva Orleans, Luisiana, 3 de enero de 1981), más conocido simplemente como Eli Manning, es un exjugador profesional de fútbol americano. Jugó en la posición de quarterback y desarrolló toda su carrera en los New York Giants de la National Football League (NFL).
Es el hermano menor de Peyton Manning y Cooper Manning y el hijo de Archie Manning y Olivia Manning. Jugó al fútbol americano en la Universidad de Misisipi después de asistir a la secundaria en la Isidoro Newman School de Nueva Orleans.
Manning fue elegido por San Diego Chargers con la primera selección en el NFL Draft de 2004. Sin embargo, un traspaso envió a Manning a los Giants a cambio de la elección número cuatro del mismo draft, Philip Rivers y una selección de tercera ronda en el NFL Draft 2004, los Giants también cedieron una primera y una quinta ronda del draft NFL de 2005.
Manning es uno de los diez mejores mariscales de campo de la historia de la NFL con al menos 45,000 yardas de carrera, 300 touchdowns, cuatro apariciones en el Pro Bowl y dos victorias en la Super Bowl (John Elway, Tom Brady y Peyton Manning). Es el octavo jugador de todos los tiempos en yardas de pase, y séptimo en pases de touchdown.

## Carrera

### Universidad

#### Estadísticas
| Año   | Equipo   | Partidos | Partidos | Partidos | Pase | Pase  | Pase | Pase   | Pase | Pase | Pase  | Carrera | Carrera | Carrera | Carrera |
| Año   | Equipo   | PJ       | PT       | Récord   | Cmp  | Att   | Pct  | Yardas | TD   | Int  | Rtg   | Att     | Yardas  | Avg     | TD      |
| ----- | -------- | -------- | -------- | -------- | ---- | ----- | ---- | ------ | ---- | ---- | ----- | ------- | ------- | ------- | ------- |
| 2000  | Ole Miss | 6        |          |          | 28   | 53    | 52.8 | 337    | 3    | 2    | 117.4 | 7       | 4       | 0.6     | 0       |
| 2001  | Ole Miss | 11       |          |          | 259  | 408   | 63.5 | 2,948  | 31   | 9    | 144.8 | 31      | 9       | 0.3     | 0       |
| 2002  | Ole Miss | 13       |          |          | 279  | 481   | 58.0 | 3,401  | 21   | 15   | 125.6 | 39      | −120    | −3.0    | 2       |
| 2003  | Ole Miss | 13       |          |          | 275  | 441   | 62.4 | 3,600  | 29   | 10   | 148.1 | 48      | −28     | −0.6    | 3       |
| Total | Total    | 43       |          |          | 841  | 1,383 | 60.8 | 10,286 | 84   | 36   | 138.1 | 125     | −135    | −1.1    | 5       |

### NFL

#### New York Giants

##### 2007
En la temporada 2007 de la NFL, él y su equipo lograron el pase al Super Bowl después de una gran temporada ganando, entre otros, a los Green Bay Packers en la final de conferencia. En el Super Bowl XLII los Giants liderados por Manning lograron batir contra pronóstico por 17 a 14 a los grandes favoritos, los New England Patriots, que se quedaron a las puertas de una temporada histórica. Manning decidió la final con un par de drives que culminaron en un touchdown a falta de 30 segundos para el final del partido.

##### 2011
También es ganador de su segundo Super Bowl en la edición número XLVI. Jugado en el Lucas Oil Stadium de la ciudad de Indianápolis, los Giants de Nueva York vencieron a los New England Patriots con un marcador de 21-17 el domingo 5 de febrero de 2012.

## Estadísticas
|         | Líder de la liga                                        |
|         | Denota temporada en la que fue campeón de la Super Bowl |
|         | Denota MVP del Super Bowl                               |
| Negrita | Máximo de carrera                                       |

### Temporada regular
| Año   | Equipo | Partidos | Partidos | Partidos | Pase  | Pase  | Pase | Pase   | Pase | Pase | Pase | Pase | Carrera | Carrera | Carrera | Carrera |
| Año   | Equipo | PJ       | PT       | Récord   | Comp  | Att   | Pct  | Yds    | Avg  | TD   | Int  | Rate | Att     | Yds     | Avg     | TD      |
| ----- | ------ | -------- | -------- | -------- | ----- | ----- | ---- | ------ | ---- | ---- | ---- | ---- | ------- | ------- | ------- | ------- |
| 2004  | NYG    | 9        | 7        | 1-6      | 95    | 197   | 48.2 | 1,043  | 5.3  | 6    | 9    | 55.4 | 6       | 35      | 5.8     | 0       |
| 2005  | NYG    | 16       | 16       | 11-5     | 294   | 557   | 52.8 | 3,762  | 6.8  | 24   | 17   | 75.9 | 29      | 80      | 2.8     | 1       |
| 2006  | NYG    | 16       | 16       | 8−8      | 301   | 522   | 57.7 | 3,244  | 6.2  | 24   | 18   | 77.0 | 25      | 21      | 0.8     | 0       |
| 2007  | NYG    | 16       | 16       | 10−6     | 297   | 529   | 56.1 | 3,336  | 6.3  | 23   | 20   | 73.9 | 29      | 69      | 2.4     | 1       |
| 2008  | NYG    | 16       | 16       | 12−4     | 289   | 479   | 60.3 | 3,238  | 6.8  | 21   | 10   | 86.4 | 20      | 10      | 0.5     | 1       |
| 2009  | NYG    | 16       | 16       | 8−8      | 317   | 509   | 62.3 | 4,021  | 7.9  | 27   | 14   | 93.1 | 17      | 65      | 3.8     | 0       |
| 2010  | NYG    | 16       | 16       | 10−6     | 339   | 539   | 62.9 | 4,002  | 7.4  | 31   | 25   | 85.3 | 32      | 70      | 2.2     | 0       |
| 2011  | NYG    | 16       | 16       | 9−7      | 359   | 589   | 61.0 | 4,933  | 8.4  | 29   | 16   | 92.9 | 35      | 15      | 0.4     | 1       |
| 2012  | NYG    | 16       | 16       | 9−7      | 321   | 536   | 59.9 | 3,948  | 7.4  | 26   | 15   | 87.2 | 20      | 30      | 1.5     | 0       |
| 2013  | NYG    | 16       | 16       | 7−9      | 317   | 551   | 57.5 | 3,818  | 6.9  | 18   | 27   | 69.4 | 18      | 36      | 2.0     | 0       |
| 2014  | NYG    | 16       | 16       | 6−10     | 379   | 601   | 63.1 | 4,410  | 7.3  | 30   | 14   | 92.1 | 12      | 31      | 2.6     | 1       |
| 2015  | NYG    | 16       | 16       | 6−10     | 387   | 618   | 62.6 | 4,432  | 7.2  | 35   | 14   | 93.6 | 20      | 61      | 3.1     | 0       |
| 2016  | NYG    | 16       | 16       | 11−5     | 377   | 598   | 63.0 | 4,027  | 6.7  | 26   | 16   | 86.0 | 21      | −9      | −0.4    | 0       |
| 2017  | NYG    | 15       | 15       | 3−12     | 352   | 571   | 61.6 | 3,468  | 6.1  | 19   | 13   | 80.4 | 12      | 26      | 2.2     | 1       |
| 2018  | NYG    | 16       | 16       | 5−11     | 380   | 576   | 66.0 | 4,299  | 7.5  | 21   | 11   | 92.4 | 15      | 20      | 1.3     | 1       |
| 2019  | NYG    | 4        | 4        | 1−3      | 91    | 147   | 61.9 | 1,042  | 7.1  | 6    | 5    | 82.6 | 4       | 7       | 1.8     | 0       |
| Total | Total  | 236      | 234      | 117−117  | 4,895 | 8,119 | 60.3 | 57,023 | 7.0  | 366  | 244  | 84.1 | 315     | 567     | 1.8     | 7       |

### Playoffs
| Temporada | Equipo  | Juegos | Registro (V-D) | Pases | Pases | Pases | Pases | Pases | Pases | Pases | Pases | Pases  | Acarreos | Acarreos | Acarreos | Acarreos | Acarreos | Capturas | Capturas | Fumbles   | Fumbles |
| Temporada | Equipo  | Juegos | Registro (V-D) | Comp  | Att   | Pct   | Yds   | YPA   | Lg    | TD    | Int   | Índice | Att      | Yds      | Prom     | Lg       | TD       | Cap      | Yds      | miniatura | Perd    |
| --------- | ------- | ------ | -------------- | ----- | ----- | ----- | ----- | ----- | ----- | ----- | ----- | ------ | -------- | -------- | -------- | -------- | -------- | -------- | -------- | --------- | ------- |
| 2005      | NYG     | 1      | 0-1            | 10    | 18    | 55.6  | 113   | 6.3   | 25    | 0     | 3     | 35.0   | 0        | 0        | 0        | 0        | 0        | 4        | 22       | 0         | --      |
| 2006      | NYG     | 1      | 0-1            | 16    | 27    | 59.3  | 161   | 6.0   | 29    | 2     | 1     | 85.6   | 2        | 4        | 2.00     | 2        | 0        | 1        | 7        | 0         | --      |
| 2007      | NYG     | 4      | 4-0            | 72    | 119   | 60.5  | 854   | 7.2   | 52    | 6     | 1     | 95.7   | 8        | 10       | 1.25     | 5        | 0        | 9        | 47       | 2         | --      |
| 2008      | NYG     | 1      | 0-1            | 15    | 29    | 51.7  | 169   | 5.8   | 34    | 0     | 2     | 40.7   | 1        | 0        | 0.00     | 0        | 0        | 0        | 0        | 0         | --      |
| 2011      | NYG     | 4      | 4-0            | 106   | 163   | 65.0  | 1219  | 7.5   | 72    | 9     | 1     | 103.3  | 8        | 20       | 2.50     | 14       | 0        | 11       | 75       | 1         | --      |
| 2016      | NYG     | 1      | 0-1            | 23    | 44    | 52.3  | 299   | 6.8   | 51    | 1     | 1     | 72.1   | 1        | 11       | 11.00    | 11       | 0        | 2        | 4        | 1         | --      |
| Carrera   | Carrera | 12     | 8-4            | 242   | 400   | 60.5  | 2,815 | 7.0   | 72    | 18    | 9     | 87,4   | 52       | 274      | 2.30     | 14       | 0        | 27       | 155      | 4         | --      |

### Super Bowl
| Temporada | Equipo  | Rival   | Edición | Resultado | Pases | Pases | Pases | Pases | Pases | Pases | Pases | Pases  | Acarreos | Acarreos | Acarreos | Acarreos | Capturas | Capturas | Fumbles   | Fumbles |
| Temporada | Equipo  | Rival   | Edición | Resultado | Comp  | Att   | Pct   | Yds   | YPA   | TD    | Int   | Índice | Att      | Yds      | Prom     | TD       | Cap      | Yds      | miniatura | Perd    |
| --------- | ------- | ------- | ------- | --------- | ----- | ----- | ----- | ----- | ----- | ----- | ----- | ------ | -------- | -------- | -------- | -------- | -------- | -------- | --------- | ------- |
| 2007      | NYG     | NE      | XLII    | G 17-14   | 19    | 34    | 55.88 | 255   | 7.50  | 2     | 1     | 87.3   | 3        | 4        | 1.33     | 0        | 3        | 8        | --        | --      |
| 2011      | NYG     | NE      | XLVI    | G 21-17   | 30    | 40    | 75.00 | 296   | 7.40  | 1     | 0     | 103.7  | 1        | -1       | -1.0     | 0        | 3        | 14       | --        | --      |
| Carrera   | Carrera | Carrera | 2       | 2-0       | 49    | 84    | 58.8  | 932   | 10.8  | 3     | 1     | 112.9  | 4        | 3        | 0.75     | 0        | 6        | 22       | --        | --      |

## Palmarés

### Palmarés
| Equipo(s)                        | Equipo(s)       | Nacionales | Subtotal | Conferencia | Conferencia | Subtotal | Total |
| -------------------------------- | --------------- | ---------- | -------- | ----------- | ----------- | -------- | ----- |
| Equipo(s)                        | Equipo(s)       | NFL SB     | Subtotal | NFC         | AFC         | Subtotal | Total |
| Bandera del Estado de Nueva York | New York Giants |            | 2        | 2007, 2011  | -           | 2        | 4     |